# 吴佳欣
吴佳欣（1997年2月28日—）是一位中国女子射箭運動員。

## 生平
2005年，吴佳欣从上海市宝山区红星小学进入宝山区少年儿童业余体育学校进行射箭训练。2009年进入上海市宝山区射箭二线队。2011年进入上海市射击射箭运动中心並入选中國国家射箭青年队、国家集训队。2013年在世界青年射箭锦标赛上奪得一枚银牌和一枚铜牌。2015年奪得第一届中华人民共和国青年运动会金牌。吴佳欣在2016年夏季奧林匹克運動會以及2020年夏季奧林匹克運動會的女子个人反曲弓比賽中进入八強。2021年奪得中华人民共和国第十四届运动会女子射箭金牌。